# سنت پورفیریوس
پورفیریوس (لاتین: Porphyrius) کشیش یونانی که از سال ۳۴۷ تا ۴۲۰ پس از میلاد زندگی کرد و از سال ۳۹۵ اسقف شهر غزه بود. او پس از مهاجرت به غزه، به مسیحی کردن بت‌پرستان این شهر پرداخت و معابد بت‌پرستان را در این شهر ویران کرد. وی در همین شهر از دنیا رفت و به خاک سپرده شد. بعدها در محل دفن او کلیسای ارتدکس سنت پورفیریوس احداث شد که به کلیسای یونانی‌ها نیز شهرت دارد.
کتابدار آلمانی لوکاس هولستنیوس زندگی‌نامه‌ای دربارهٔ اسقف پورفیریوس نوشت و تلاش کرد تا دست نوشته‌های او را جمع‌آوری کند.